# Pumpstocken 11
Pumpstocken 11 est un édifice de valeur culturelle et historique situé dans le quartier de Norrmalm à Stockholm en Suède.

## Présentation
Pumpstocken 11 est située dans l'ilôt Pumpstocken, à l'angle de Biblioteksgatan 10 / Mäster Samuelsgatan 4.
Le bâtiment a été construit entre 1895 et 1897 selon les plans de l'architecte Johan Laurentz.
L'architecte a apporté son expérience de Strandvägen, où il avait conçu plus de maisons que quiconque.
La maison a été acquise en 1991 par la société immobilière Hufvudstaden.
Elle est labellisée verte par le Musée municipal de Stockholm, ce qui signifie qu'elle est considérée comme « particulièrement précieuse d'un point de vue historique, culturel-historique, environnemental ou artistique ». 
Depuis 1897, le restaurant Prinsen est situé dans le bâtiment.

## Histoire
Pumpstocken 11 a été construit en tant que un bâtiment résidentiel et commercial entre 1895 et 1897 à l'angle sud-ouest de îlot alors nouvellement formé et à proximité du Birger Jarlsgatan nouvellement construite.
Le terrain appartenait au constructeur Lars Östlihn, qui agissait également en tant que promoteur, ce qui signifie qu'il avait construit la maison à ses propres frais et l'avait ensuite immédiatement vendue. L'acheteur était le grossiste J.O. Lundqvist, dont la famille a conservé la propriété jusqu'aux années 1990.
Lars Östlihn a engagé l'architecte Johan Laurentz pour concevoir le bâtiment.
La maison avait quatre étages avec un rez-de-chaussée surélevé où étaient aménagés des locaux commerciaux, ainsi que trois étages supérieurs et un sous-sol complet. 
Dans les années 1930 et 1950, le grenier a été aménagé en appartements.
La façade au rez-de-chaussée était revêtue de pierre naturelle rouge taillée grossièrement et au-dessus de briques de façade jaunes. Les détails, les décorations et l'angle arrondi faisant face à Biblioteksgatan / Mäster Samuelsgatan ont été réalisés en pierre naturelle grise. La façade a été dotée d'une division horizontale par des bandes de pierre naturelle entre les étages. Face à Mäster Samuelsgatan, la façade était accentuée par une baie vitrée sur trois étages qui marquait le grand salon des appartements.
Les quatre balcons de la maison sont soutenus par des supports en fer forgé ornés. Les hautes vitrines des magasins étaient cintrées, tout comme les fenêtres de l'étage supérieur. L'entrée principale se trouve au 4 Mäster Samuelsgatan, elle est entourée d'un portail monumental en pierre et flanquée de pilastres à chapiteaux dans un ordre corinthien simplifié. La porte est en chêne avec des remplissages sculptés et une partie supérieure arrondie et vitrée.

## Galerie

Exterieur
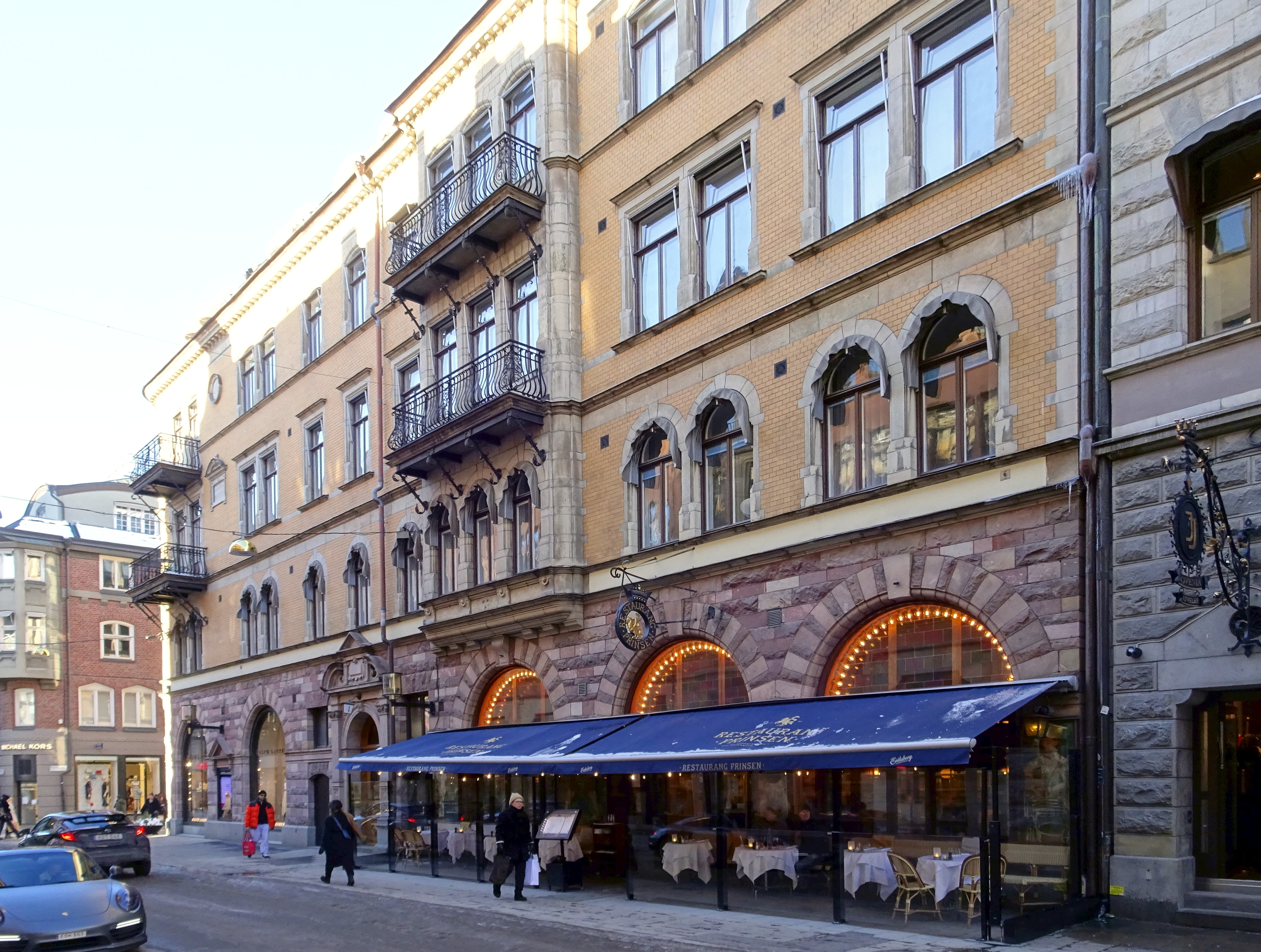
Façade de Mäster Samuelsgatan.
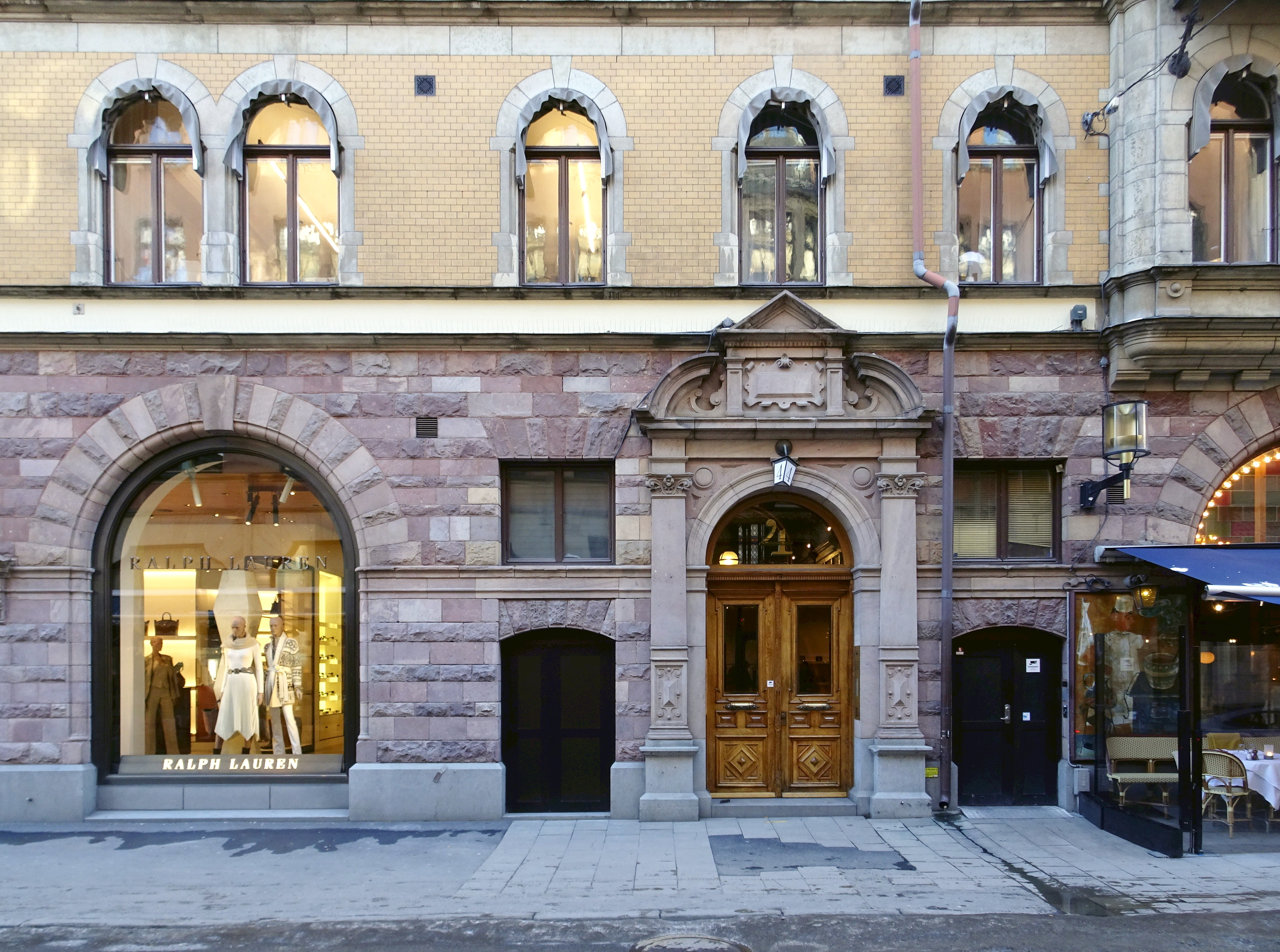
Samuelsgatan 4.
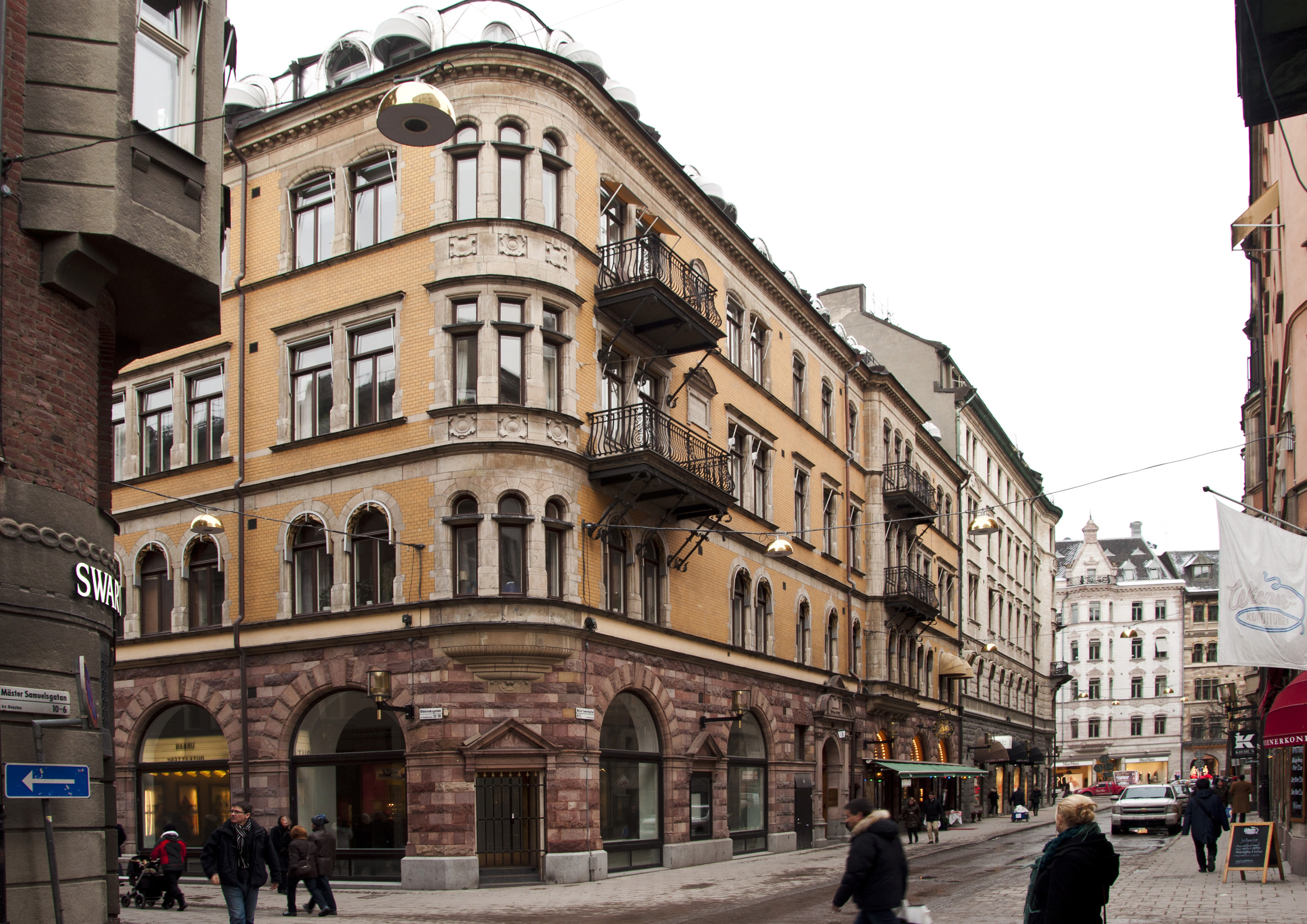
Samuelsgatan 4..
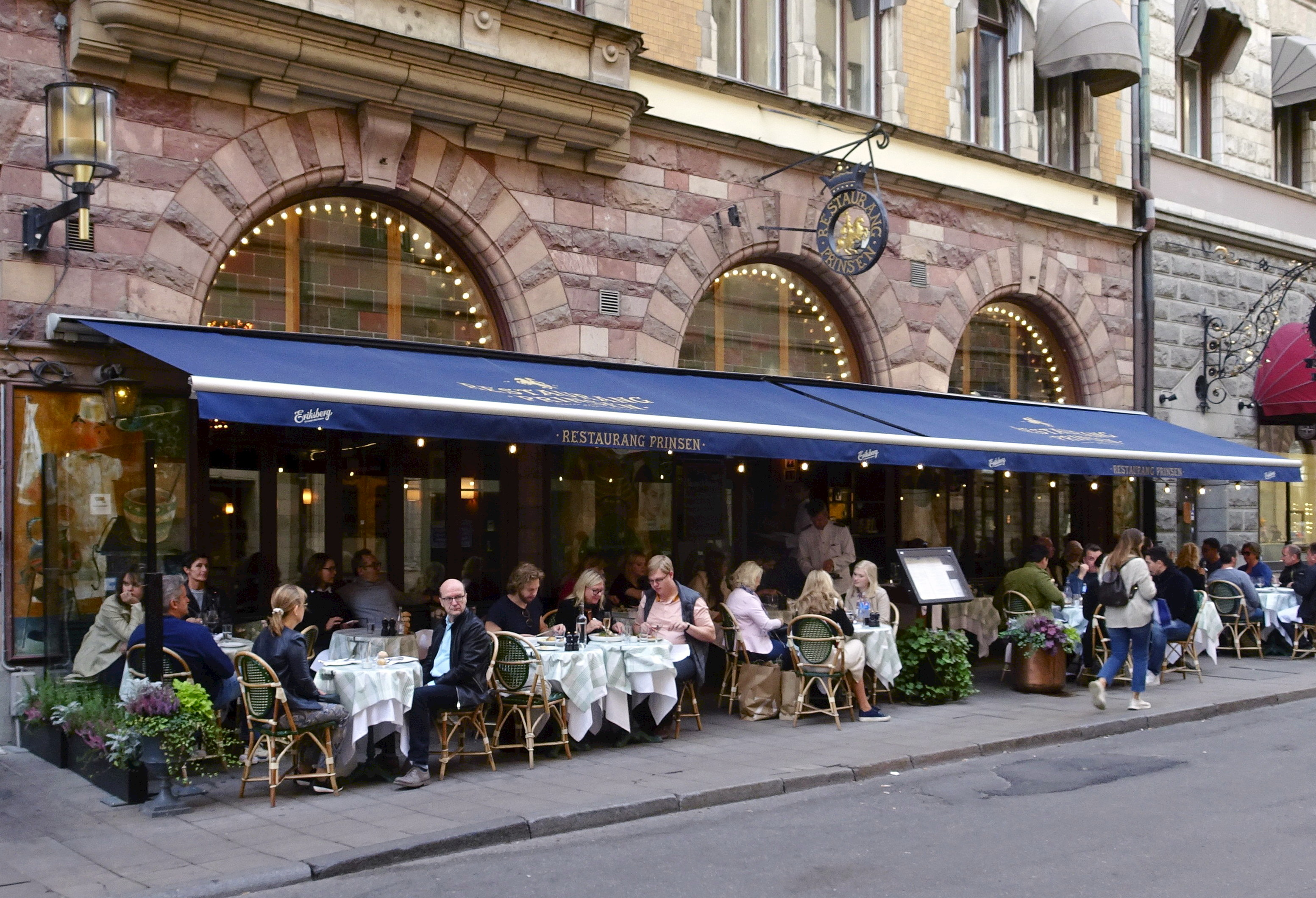
Restaurant Prinsen.

Interieur
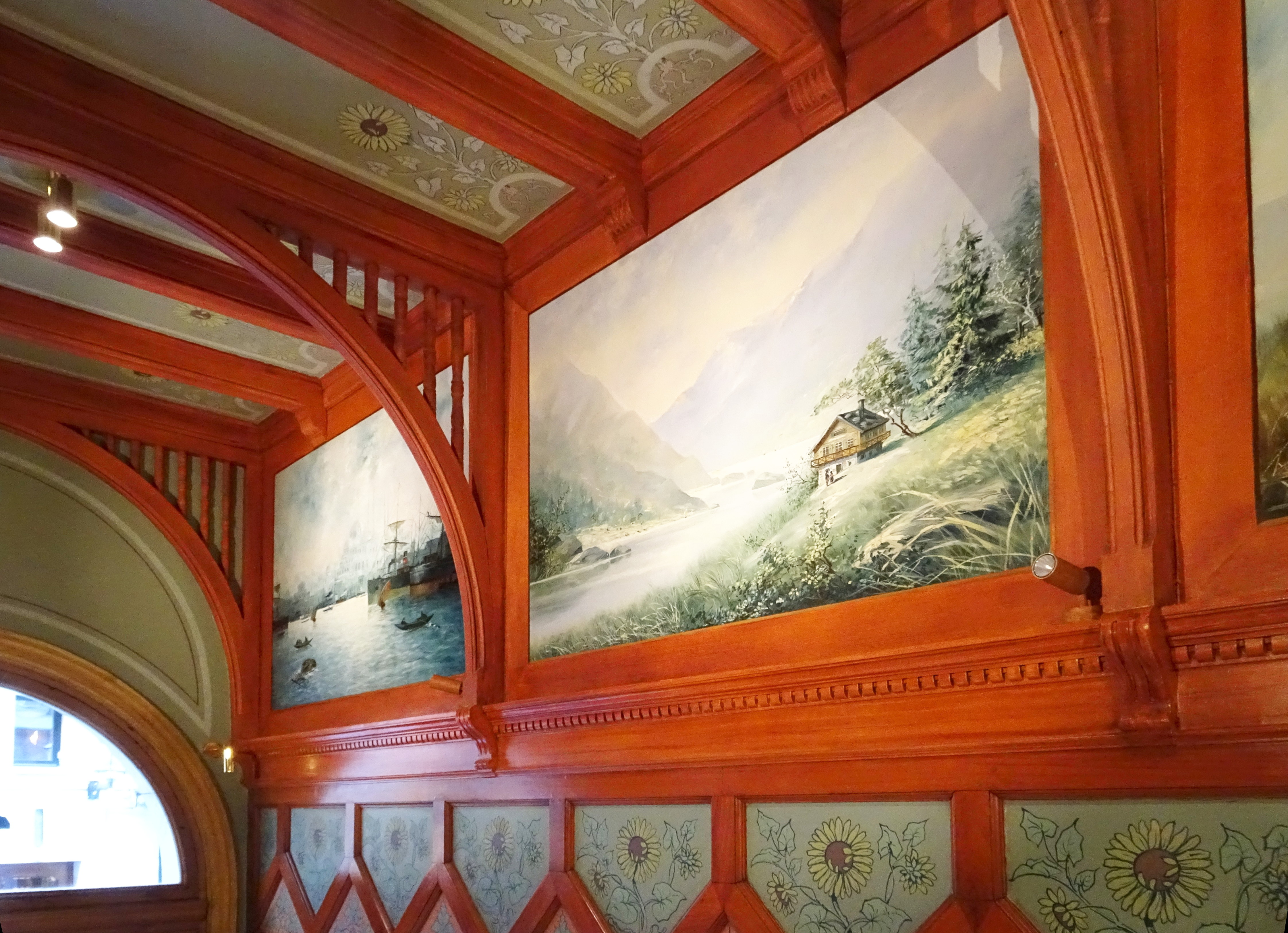
Peintures murales du hall d'entrée.
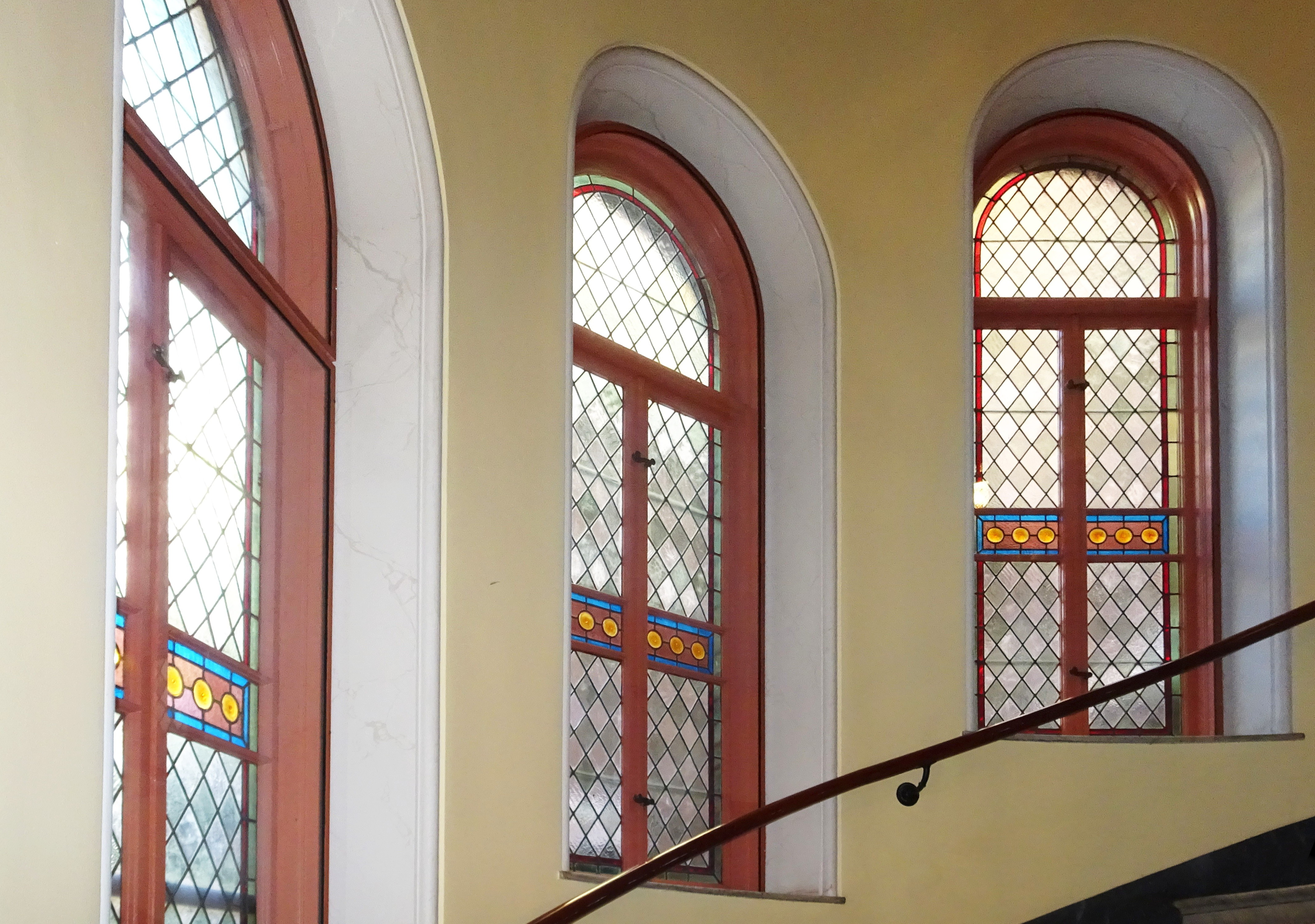
Fenêtre dans la cage d'escalier.
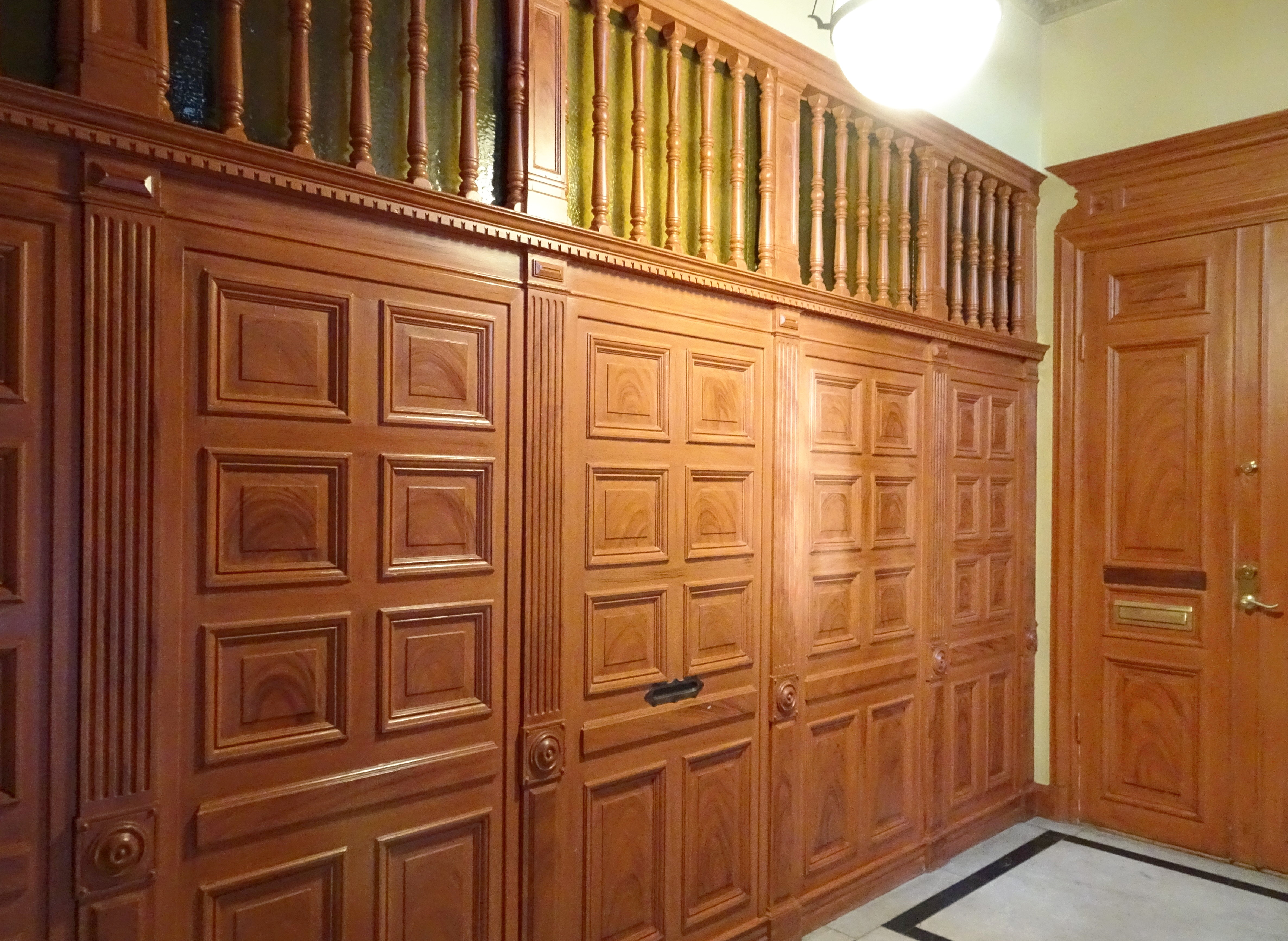
Mur de fondation du premier étage.
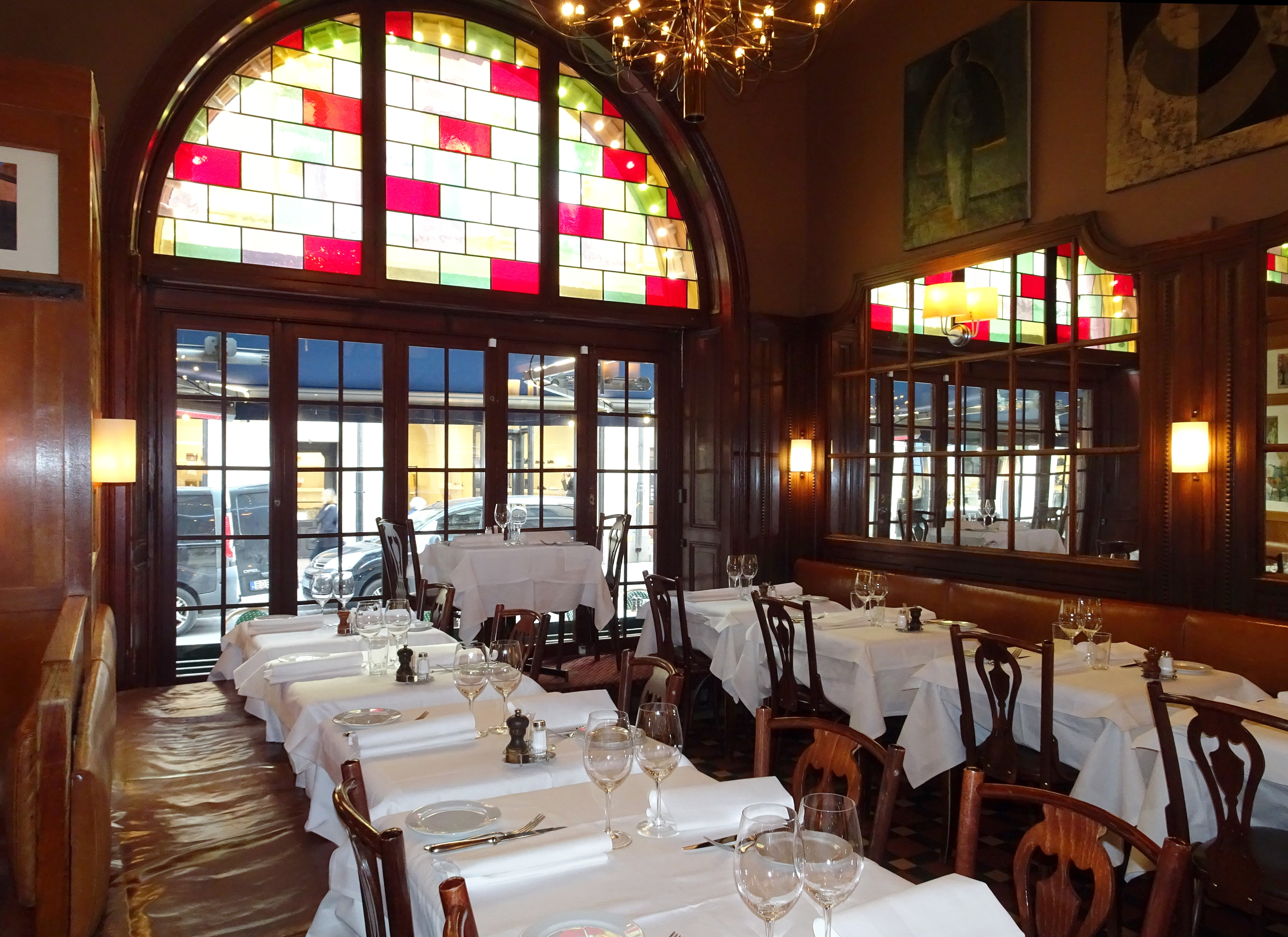
Restaurant Prinsen.